# Аделхайд Савойска (1052 – 1079)
Вижте пояснителната страница за други личности с името Аделхайд.
Аделхайд Савойска или Аделхайд Торинска (на немски: Adelheid von Turin, на италиански: Adelaide di Savoia; * 1050, 1051, 1952 или 1053; † 1079, Замък Хоентвил, Хегау) е принцеса от Савойската династия и чрез брак херцогиня на Швабия от 1062 г. и антикралица на Германия от 1077 г. до смъртта си.

## Произход
Тя е най-малката дъщеря на Ото Савойски (* 1010/1020, † 1057 или 1060), маркграф на Торино и граф на Савоя, 3-ти граф на Аоста, на Мориен и на Шабле (1051 – 1060), и на втората му съпруга Аделхайд от Суза (* 1052, † 1079), сестра на Берта – съпругата на император Хайнрих IV. Нейни дядо и баба по бащина линия са графът на Мориен и на Шабле Хумберт I Белоръки и Аксиленда или Аксилия, а по майчина – маркграфът на Торино и Суза Оделрик Манфред II и Берта от Милано. Има двама братя и две сестри:
- Петър I (* ок. 1047/1049, † 1078), 4-ти граф на Савоя, граф на Аоста, на Мориен и на Шабле, маркграф на Суза до 1046 г. под регентството на майка си, съпруг на Агнес Поатиенска
- Амадей II (* ок. 1048/1050, † 1080), 5-и граф на Савоя, граф на Аоста и на Мориен, маркграф на Суза, съпруг на Жана Женевска
- Берта (* 1051, † 1087), кралица на Германия и императрица на Свещената римска империя като съпруга на Хайнрих IV
- Ото († ок. юни 1095/1099), погрешно считан за епископ на Асти.

## Биография
Аделхайд е спомената индиректно в документ от 1057 г., без да бъде назована, в който нейният баща и нейната майка заедно с техните деца Петър, Амадей и дъщери правят дарение на църквата в Улкс.
През 1067 г. тя се омъжва за херцога на Швабия Рудолф фон Райнфелден, придобивайки титлата „херцогиня на Швабия“. По време на брака я сполетяват различни нещастия: тя е лъжливо обвинена, че е изневерила на съпруга си, през 1069 г. е прокудена от него и опозорена заради граф Вернер I от Хабсбург, а през 1071 г. съпругът ѝ я вика обратно, след като папа Александър II я оневинява. По същото време Хайнрих IV се опитва да анулира брака си с нейната сестра Берта. 
През 1077 г. става и кралица на Германия, след като съпругът ѝ е избран за антикрал на Германия от някои германски принцове в опозиция на Хайнрих IV Франконски. След това събитие Аделхайд, пресичайки Бургундия, за да отиде в своя замък, е жертва на няколко престъпления; има и бунт, воден от антиепископите на Базел, Лозана и Страсбург, потушен от войските на Рудолф. Също през този период тя е сред основателите на манастир в Шварцвалд.
Под бремето на толкова много премеждия Аделхайд умира на около 27 г. през 1079 г. от треска в замъка Хоентвил близо до Боденското езеро. Погребана е в абатството „Свети Блез“ в Шварцвалд.

## Брак и потомство
1. ∞ вероятно за Гиг IV, граф на Албон, развод
2. ∞ ок. 1061/1062 или 1067 за Рудолф фон Райнфелден (* ок. 1025; † 15 или 16 октомври 1080 при Хоенмьолсен), херцог на Швабия от 1057 до 1079 г. и немски антикрал от 1077 до 1080 г., от когото има трима сина и три дъщери:
- Аделхайд фон Райнфелден (* 1060/1063; † май 1090), ∞ 1077 за унгарския крал Ласло I (* 1040, † 1095), от когото има две дъщери
- Бертхолд фон Райнфелден (* ок. 1060; † 18 май 1090), херцог на Швабия (1079 – 1090), бездетен
- Агнес фон Райнфелден (* ок. 1065; † 1111), чрез брак херцогиня на Швабия (оспорвано) (1092 – 1097) и на Церинген(1097 – 1111); ∞ 1079 за херцог Бертхолд II фон Церинген, херцог на Швабия (* ок. 1050, † 1111), от когото има шест сина и две дъщери
- Берта фон Райнфелден († 1128), графиня на Келмюнц, ∞ 1077 за граф Улрих X фон Брегенц († 1097), граф на Брегенц, от когото има трима сина и една дъщеря
- Ото фон Райнфелден († млад)
- Бруно фон Райнфелден, монах в Хирзау и след това абат в абатството в Шайерн[17]

### Първични източници
- (LA) Monumenta Germaniae Historica, Scriptores, tomus III, tomus V, tomus VI, tomus XIII, tomus XVII, tomus XX
- (LA) Monumenta Germaniae Historica, Diplomata Heinrichs IV (1077 - 1106)
- (LA) Le carte della prevostura d'Oulx raccolte e riordinate cronologicamente fino al 1300
- (IT, LA) Il conte Umberto I (Biancamano) e il re Ardoino : ricerche e documenti
- (LA) De Rudolpho Suevico comite de Rhinfelden

### Историографска литература
- (DE) E. Hlawitschka, Zur Herkunft und zu den Seitenverwandten des Gegenkönigs Rudolf, в Die Salier und das Reich, I, с. 175 – 220
- (FR) Histoire généalogique de la royale maison de Savoie, justifiée par titres, ..par Guichenon, Samuel

- (DE) H. Bresslau, Jahrbücher des Deutschen Reichs unter Konrad II., 2 vols. (1884), accessible online at: archive.org
- (EN) Charles William Previté-Orton, The Early History of the House of Savoy (1000 – 1233) (Cambridge, 1912), online archive.org
- (IT) Anna Maria Patrone, ADELAIDE di Savoia, в Dizionario biografico degli italiani, vol. 1, Istituto dell'Enciclopedia Italiana, 1960

### Други
- Adelheid von Turin Deutsche Königin, Genealogie-Mittelalter
- (EN) COMTES de SAVOIE et de MAURIENNE 1060-1417 - ADELAIDE, на fmg.ac, Foundation for Medieval Genealogy
- (EN) GRAFEN von RHEINFELDEN - ADELAIDE (RUDOLF von Rheinfelden), на fmg.ac, Foundation for Medieval Genealogy
- (EN) The House of Savoy - Adelaide, на genealogy.euweb.cz, Genealogy